# Selioglu, Bolgrad
Selioglu (în ucraineană Холмське, transliterat: Holmske, în bulgară Селиоглу, transliterat: Selioglu) este un sat în comuna Arciz din raionul Bolgrad, regiunea Odesa, Ucraina.

## Demografie
Componența lingvistică a comunei Selioglu
     Bulgară (89,46%)
     Ucraineană (4,5%)
     Rusă (4,33%)
     Alte limbi (0,84%)
Conform recensământului din 2001, majoritatea populației comunei Selioglu era vorbitoare de bulgară (89,46%), existând în minoritate și vorbitori de ucraineană (4,5%) și rusă (4,33%).